# Huaqiao (köpinghuvudort i Kina, Jiangxi Sheng, lat 28,52, long 117,04)
Huaqiao är en köpinghuvudort i Kina. Den ligger i provinsen Jiangxi, i den sydöstra delen av landet, omkring 110 kilometer öster om provinshuvudstaden Nanchang. Antalet invånare är 15 781. Befolkningen består av 7 345 kvinnor och 8 436 män. Barn under 15 år utgör 24,0 %, vuxna 15-64 år 67 %, och äldre över 65 år 8,0 %.
Runt Huaqiao är det ganska tätbefolkat, med 222 invånare per kvadratkilometer. Närmaste större samhälle är Chenying, 19,9 km norr om Huaqiao. I omgivningarna runt Huaqiao växer i huvudsak blandskog.
Genomsnittlig årsnederbörd är 2 741 millimeter. Den regnigaste månaden är juni, med i genomsnitt 480 mm nederbörd, och den torraste är oktober, med 37 mm nederbörd.